# مسیه ۳۵

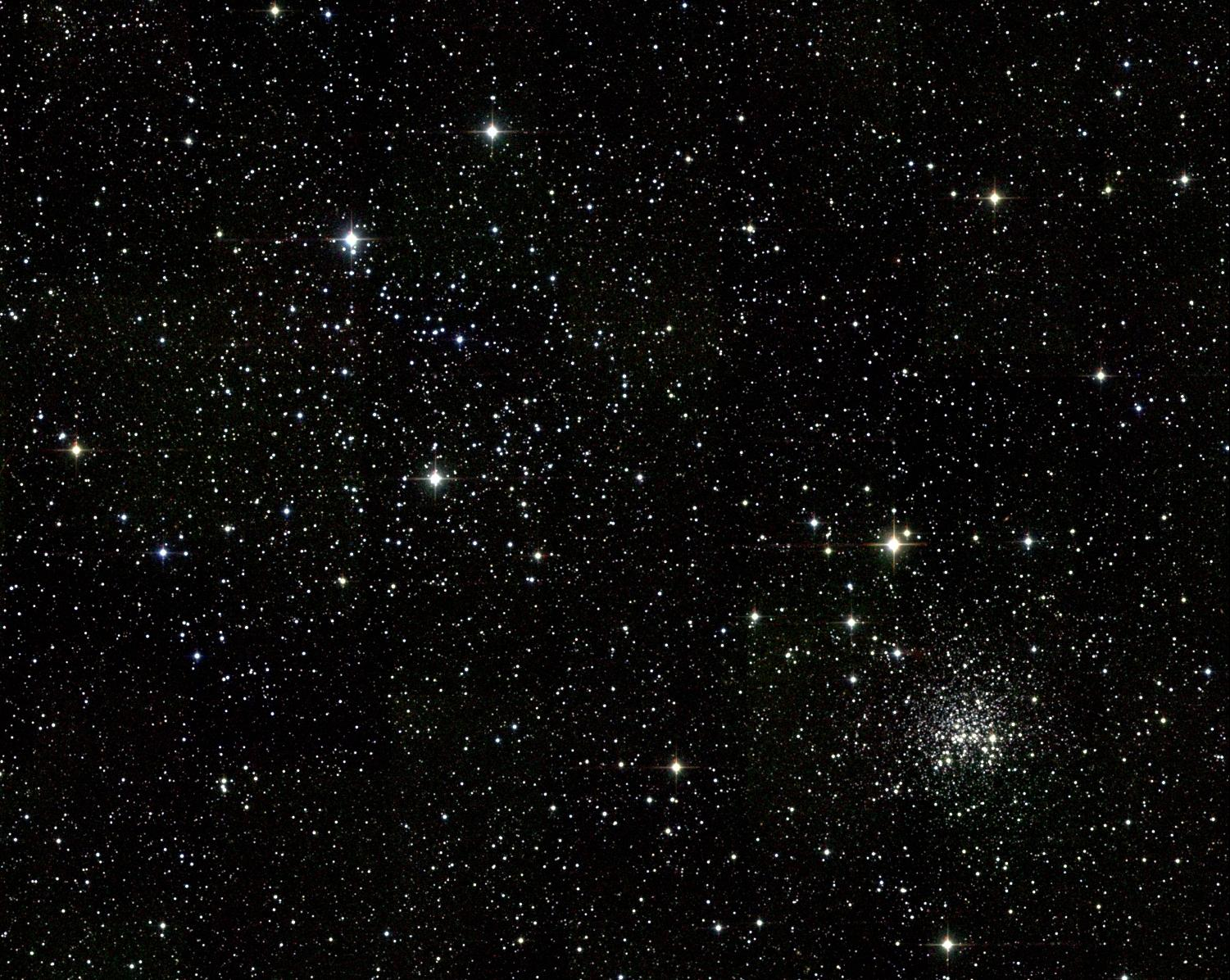
یک تصویر از مسیه ۳۵

مسیه ۳۵(به انگلیسی: Messier 35) یا ان‌جی‌سی ۲۱۶۸ یک خوشه ستاره‌ای باز در صورت فلکی دوپیکر است که فاصله آن از زمین دو هزار و هشتصد سال نوری و قدر ظاهری آن ۵.۵ است.